# Erynus
Erynus (Erinus  L.) – rodzaj roślin zaliczany do rodziny babkowatych, dawniej do szeroko ujmowanej rodziny trędownikowatych. Obejmuje w zależności od ujęcia jeden lub dwa gatunki występujące w Maroku, w Pirenejach i Alpach. Erynus alpejski jest uprawiany jako roślina ozdobna w ogrodach skalnych.

## Systematyka
Synonimy
Ageratum P. Miller, Dortiguea Bubani
Pozycja systematyczna według APweb (aktualizowany system APG IV z 2016)
Należy do plemienia Digitalideae, rodziny babkowatych (Plantaginaceae Juss.), która jest jednym z kladów w obrębie rzędu jasnotowców (Lamiales) Bromhead z grupy astrowych spośród roślin okrytonasiennych.
Pozycja w systemie Reveala (1993-1999)
Gromada okrytonasienne (Magnoliophyta Cronquist), podgromada Magnoliophytina Frohne & U. Jensen ex Reveal, klasa Rosopsida Batsch, podklasa jasnotowe (Lamiidae Takht. ex Reveal), nadrząd Lamianae Takht., rząd jasnotowce (Lamiales Bromhead), rodzina zarazowate (Orobanchaceae Vent.), podrodzina Erinoideae Link, plemię Erineae Dumort., rodzaj erynus (Erinus L.).
Wykaz gatunków
- Erinus alpinus L. – erynus alpejski
- Erinus thiabaudii Jahand. & Maire

Dawniej zaliczane do tego rodzaju gatunki zostały po badaniach cytogenetycznych z końca XX wieku przeniesione do rodzajów Glandularia i Mecardonia.